# 萨尔泰巴里
萨尔泰巴里（Sarthebari），是印度阿萨姆邦Barpeta县的一个城镇。总人口7545（2001年）。

## 人口
该地2001年总人口7545人，其中男性3881人，女性3664人；0—6岁人口706人，其中男370人，女336人；识字率82.80%，其中男性为88.12%，女性为77.16%。